# Charles Cameron
Charles Cameron (1746 – 1812) è stato un architetto scozzese.

## Biografia

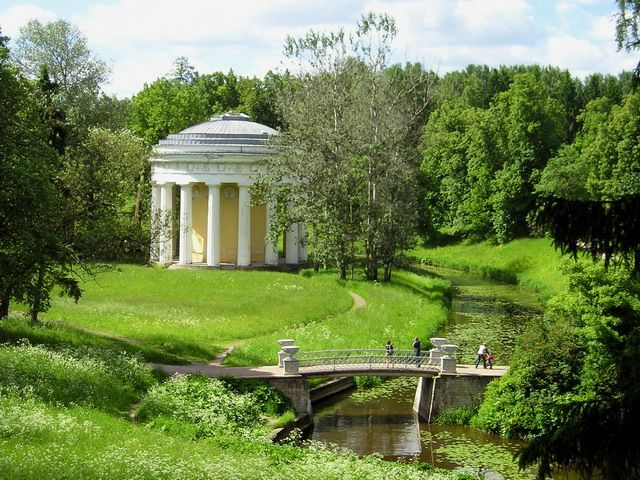
Tempietto rotondo di Pavlovsk

Visitò Roma e lavorò in Russia, chiamato da Caterina la Grande. Qui realizzò alcune parti del Palazzo di Caterina a Carskoe Selo, presso San Pietroburgo, e il tempietto rotondo di Pavlovsk, il primo tempio dorico di tutto l'impero. Agli inizi degli anni 1780 pubblicò un'offerta d'impiego sull'Edinburgh Evening News, a firma Caterina di Russia, che invitava esperti in costruzioni edilizie a trasferirsi in Russia per lavorare al suo progetto a Carskoe Selo. Settantatré artigiani, tra i quali Adam Menelaws, accettarono di trasferirsi in Russia, alcuni con le loro famiglie, causando un'inutile protesta dell'ufficio degli esteri.
Alla morte della zarina fu esonerato da ogni incarico ufficiale, ma rimase in Russia, dove eseguì altre opere per privati.